# Neupré
Neupré är en kommun i Belgien.   Den ligger i provinsen Liège och regionen Vallonien, i den östra delen av landet, 90 km öster om huvudstaden Bryssel. Antalet invånare är 9 786. Neupré gränsar till Flémalle. 
Omgivningarna runt Neupré är en mosaik av jordbruksmark och naturlig växtlighet. Runt Neupré är det ganska tätbefolkat, med 124 invånare per kvadratkilometer.